# Miguel Ángel Coria
Miguel Ángel Coria Varela (24 de octubre de 1937 - 24 de febrero de 2016) fue un compositor español de música clásica. Su primera etapa, o trabajo temprano demostró afinidades con la música del compositor austríaco  Anton Webern, pero poco a poco se fue influenciando por el impresionismo. En 1973 entró en su período postmodernista, donde sus composiciones fueron marcadas por "un intento de evocar el espíritu de la música del pasado, pero sin alusiones literales". Además de su música instrumental, también compuso una ópera, Belisa, que se estrenó en el Teatro de la Zarzuela de Madrid en 1992. Coria fue Director Administrativo de la Orquesta Sinfónica y coro de la RTVE en la década de 1980 y fue socio fundador de ALEA, primer laboratorio de España de música electrónica.

## Vida y carrera
Comenzó sus estudios en el año 1952 en el conservatorio de su ciudad natal, donde obtuvo el premio de Fuga.  Fue alumno de Gerardo Gombau. Crítico y ensayista en publicaciones como Diario de Madrid y El Socialista. Fue cofundador de la A.C.S.E. (Asociación de compositores sinfónicos españoles). Otros de sus maestros tempranos fueron Antonio Iges, Angel Arias y Pedro Lerma. Desde muy joven muestra un interés muy grande por la música electroacústica. Fundó "ALEA", junto con Luis de Pablo y Carmelo Alonso Bernaola, el primer laboratorio de España para música electrónica.Una beca de la Fundación Gaudeamus en 1965 le permitió proseguir estudios con Roman Haubenstock-Ramati y Iannis Xenakis.  En 1966 recibió una subvención de la Fundación Juan March para estudiar con Gottfried Michael Koenig en el Instituto de Sonología de Utrecht, donde compuso sus obras Collage (1967) y el retrato de Joyce (1968). Su trabajo temprano mostró afinidades a la música de Anton Webern, pero muy influida por la música Impresionista francesa.Sin embargo, el compositor y escritor, Tomás Marco, ha concluido con que Coria, en última instancia "destaca como un asunto totalmente personal", y añadió que "aquellos que han intentado seguirlo han sido incapaces de reproducir los aspectos más originales de su música en el mismo nivel."
En 1973 surge en Coria un Período Postmodernista, ejemplificado en trabajos en homenaje a compositores anteriores, aunque normalmente sin alusiones literales a su música. Estos incluyen: Ravel for President, compuesta en 1973 y dedicada al pianista Pedro Espinosa, quién estrenó la obra; Falla Revisited, estrenada en el Teatro Real por la Orquesta de Sinfonía de la RTVE en 1977; Ancora una volta, estrenada en 1979 por la Orquesta Nacional de España; y J'ai perdu ma plume dans le jardin de Turina (perdí mi bolígrafo en el Jardín de Turina), compuesta por el centenario del nacimiento de Joaquín Turina en 1982. En su música para ballet compuso las Seis sonatas para la Reina de España, basadas en seis sonatas para clave de Domenico Scarlatti, y fueron estrenadas en 1985 en el "Festival dei Previsto Mondi" en Spoleto  (Italia), en una producción coreografiada por Ángel Pericet, para el Ballet Nacional español. A la edad de 55, compuso su única ópera: Belisa, con el libretto de Antonio Gallego Gallego quien hizo unas adaptaciones de García Lorca (Amor de don Perlimplín con Belisa en su jardín). La obra se estrenó el 15 de mayo de 1992 en el Teatro de la Zarzuela en Madrid.
Coria no ha sido un compositor particularmente prolífico comparado con algunos de sus coetáneos, y sus trabajos tienden ser pequeños, pero de una calidad musical muy grande. Su carrera de compositor se desarrolló en paralelo con la enseñanza privada (como maestro), uno de sus alumnos más destacados era Miguel Roig-Francolí).Fue uno de los fundadores del Asociación de Compositores Españoles, una organización que dedicó a promover la música de compositores españoles contemporáneos, donde Coria trabajó como asesor al ministerio de cultura de España. Coria también fue el director Administrativo de la Orquesta de Sinfonía de la RTVE y Coro en el año 1980, y años después, fue director Técnico del Fundació de Música Ferrer Salat (Fundación de Música Ferrer Salat).

## Trabajos
La lista siguiente incluye los trabajos principales de Miguel Ángel Coria, la mayoría de los cuales están publicados por Editorial de Música Española Contemporánea. Un catálogo completo de sus composiciones estuvo publicado por la Sociedad General de Autores de España en 1991. 

### Orquesta
- Lúdica I, 1968-9.
- Lúdica III, 1969.
- Ancora una volta (una vez más), 1978, estrenada en 1979, Madrid.
- Una modesta proposición para que los compositores pobres de España no constituyan una carga para sus padres ni su país y sean útiles al público, "Homage to Antonio Soler", compuesta en 1979, estrenada en 1980. Dirigida por el Coria en Madrid, 1981.
- Intermezzo, 1981.

### Música de cámara e instrumento solista
- Juego de densidades, piano, 1962.
- Estructura, trío de cuerda, 1963.
- Frase, piano, 1965, revisada en 1968.
- Secuencia, violín, 1966.
- Vértices, ensamble de cámara, 1966.
- Volúmenes, ensamble de cámara, 1966.
- Lúdica IV, ensamble de cámara , 1970.
- Falla Revisited, homenaje a Manuel de Falla, ensamble de cámara, 1973, y estrenada en 1977, Madrid.
- Ravel for President, homenaje a Maurice Ravel, piano, 1973.
- Música de septiembre, ensamble de cámara, 1975.
- En rouge et noir (En rojo y negro), piano, 1976.
- J'ai perdu ma plume dans le jardin de Turina (Perdí la pluma en el jardín de Turina), piano, 1982.

### Electroacústico
- Collage, 1967.

### Vocal
- El retrato de Joyce, homenaje a James Joyce, estrenada por Isabel Rivas, 1968, Madrid.
- Arieta3: Verrá la morte (la muerte vendrá), puesto a un texto de Cesare Pavese, 1984.
- Núm. de arieta1: La canción de Belisa, 1985-6.
- Arieta 2: La chevelure (Cabello), usando un texto de Baudelaire, 1988.
- Seis canciones españolas, sacado de textos de Rafael Alberti, publicado en 1995.

### Ballet
- Variaciones vascas, coreografiado por Ángel Pericet, estrenado en 1965, Teatro de la Zarzuela, Madrid.
- Seis Sonatas para la Reina de España, (orquestación de sonatas de Scarlatti), Coreografiado por Ángel Pericet y estrenada en 1985, Festival dei Previsto Mondi, Spoleto (Italia).

### Ópera
- Belisa, libretto de Antonio Gallego adaptación de García Lorca "Amor de Don Perlimplín con Belisa en su jardín", estrenada el 15 de mayo de 1992, Teatro de la Zarzuela, Madrid.